# Černohorská kuchyně
Černohorská kuchyně se dělí na přímořskou a kontinentální, v okrajových oblastech je ovlivňována kuchyní sousedů. Stále převládá spíše strava prostá a nepříliš rozmanitá, přesto se zde projevuje různorodost černohorské přírody. Místní strava je zdravá, neboť velká část Černé Hory je ekologicky čistá, neprodukují se zde žádné geneticky upravené potraviny, nepoužívá se umělých hnojiv a pesticidů. Stejně je živen i dobytek. Černohorci tak používají k přípravě pokrmů velmi kvalitní suroviny, což se projevuje na výsledných pokrmech.
Mezi speciality číslo jedna patří sušená šunka njegušský pršut, který je vyhlášen po celém světě. Podává se v nejvybranějších restauracích a i na královských tabulích. Specialitou číslo dvě je smaragdově zelený olivový olej z okolí Baru. Třetí lahůdkou je pikantní paprika s barbarskými olivami. Další specialitou jsou cicvara, popara, kačmak, paganice, pljeskavica, čevapi, džigerica, ražniči, mješane meso, ovčí mléko, čorba, turska kafa, Knjaz Miloš, rakije, Balkánský salát, urebes a další pochoutky…

## Suroviny
Převážnou část černohorské stravy tvoří dnes jehněčí, skopové, vepřové, hovězí a kozí maso. Ryby jsou v jídelníčku mořské i sladkovodní podle oblasti. Za národní rybí specialitu se považuje pstruh po podgoricku s kyselou smetanou a uzené oukleje ze Skadarského jezera. Mořské ryby se pečou na roštu, vaří ve vodě s olejem a kořením, marinují nebo se několik druhů ryb dusí se zeleninou a kořením.
Sýr hraje v Černé Hoře prim a dokonce se dostal do rčení "Když je chleba a sýra, nebude hlad". Mléčné výrobky jsou oblíbené především v horských dobytkářských oblastech, kde se hodně konzumuje mléko, tvaroh a různé sýry. Sýry jsou vyráběny podomácku z plnotučného kravského, ovčího či kozího mléka. Každá oblast má svůj specifický způsob výroby, úpravy a skladování sýrů. Všude se vyrábí mladý sýr podobný tvarohu a také tvrdší vyzrálejší sýr.
V přímořských oblastech v Boce Kotorské a dál až k Ulcinji převládá rostlinná strava. Ze zeleniny jsou nejběžnější brambory, zelí sladké i kysané, raštan, listová kapusta. Kapusta se na trhu dostane po celý rok, a když přejde mrazem, je prý nejchutnější. Chléb se peče z kukuřičné, pšeničné a ječné mouky. Ve své přímořské části má Černá Hora hojnost ovoce. Nejrozšířenější jsou vinné hrozny a fíky, z nichž nejznámější je druh "barská trojka", který rodí třikrát do roka. Rozšířené je i granátové jablko.

## Restaurace

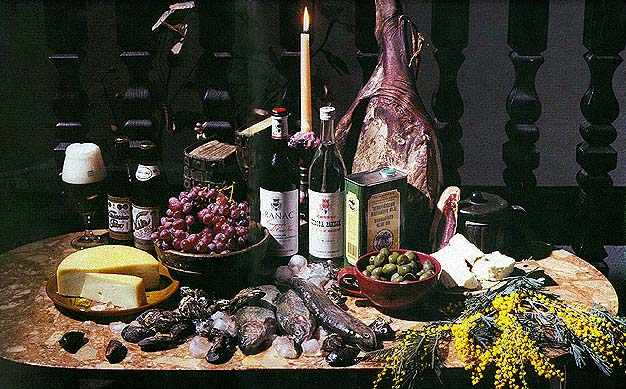
Známé černohorské produkty

V Černé Hoře se setkáváme s typickou balkánskou kuchyní, ovšem v restauracích po celé zemi si můžeme pochutnat i na sladkovodních rybách. V nabídce bývají čerství i uzení kapři, pstruzi a oukleje. Na pobřeží je mnoho rybích restaurací, které nabízejí mořské ryby. Poměrně kvalitní jídlo nabízejí i stánky a jídelny.
Stolování je podobné jako v ostatních balkánských zemích. Hlavním jídlem bývá večeře. Černohorská večeře se často skládá z předkrmu (njegušský sýr, durmitorský kajmak, kapr v oleji, barské olivy, domácí sýr), hlavního chodu (jezerní kapr se švestkami, jehněčí kolena v mléce) a dezertu (často závin).

## Vaření izpod sača
V létě při práci na poli se provozovalo vaření a pečení "izpod sača" neboli pod železným poklopem. Na velkém plochém kameni se rozdělal oheň a udržoval se pět hodin. Když byl kámen dokonale prohřátý, odhrnuly se rozžhavené uhlíky a kámen se očistil. Na něj se položil vykynutý chléb, v kotlíku maso s bramborami a vše se přiklopilo poklopem, na nějž se nahrnulo řeřavé uhlí. Chuť jídla připraveného tímto prehistorickým způsobem je skutečně nenapodobitelná. Dnes můžeme podobným způsobem připravované jehněčí ochutnat v některých restauracích u silnic.

## Pokrmy

### Maso

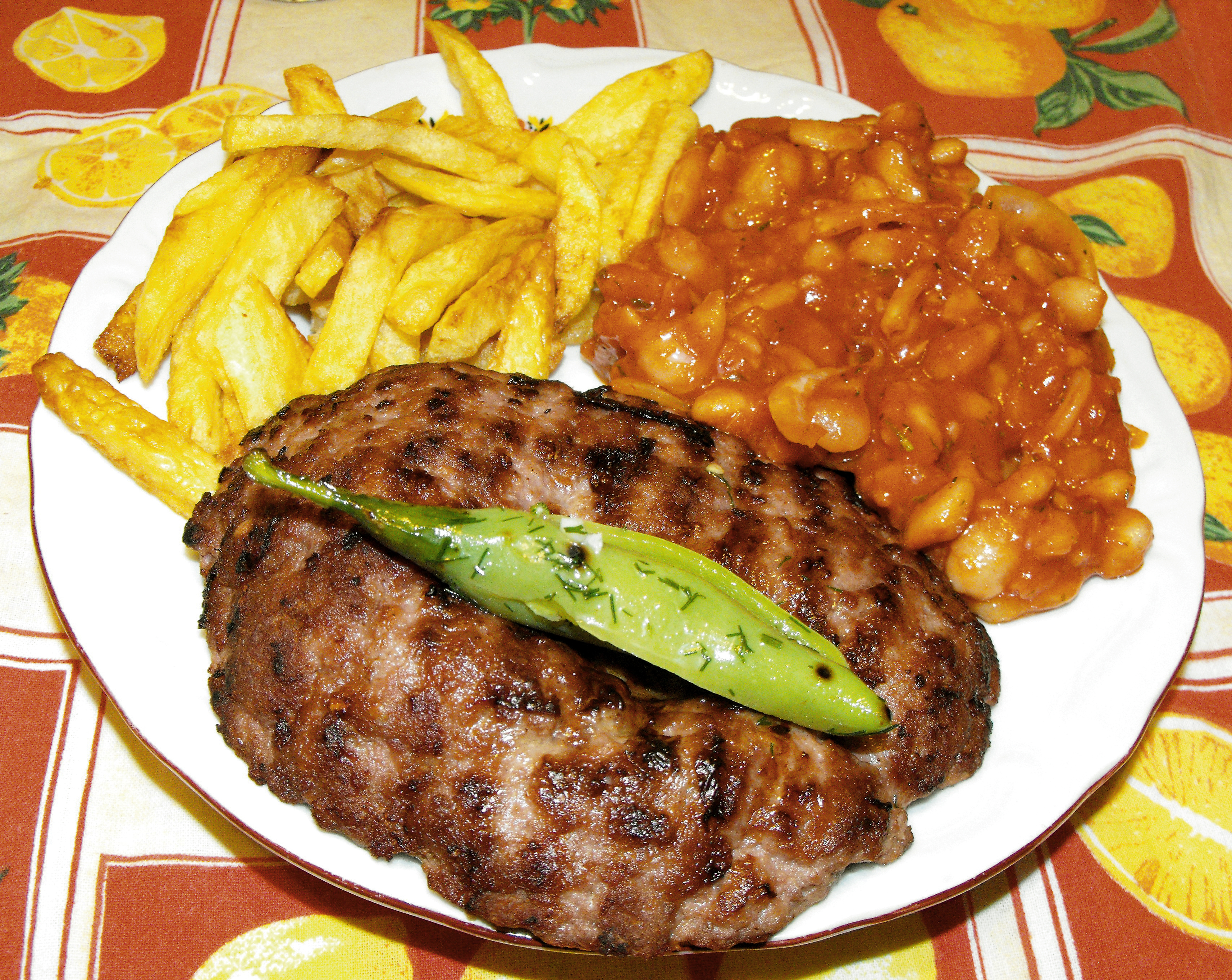
Pljeskavica

Rybí polévka (riblja čorba) – výborný průzračný vývar, obvykle s rýží. Ochutnat se dá na pobřeží.
Pljeskavica – placka vytvořená z mletého masa. Černohorská pljeskavica se dělá z kvalitního čerstvého masa a bez strouhanky. Je velmi chutná.
Ćevapi (Ćevapčići) – grilované válečky z mletého ´hovězího masa s nakrájenou cibulí.
Mješano meso – vydatná porce nejrůznějších druhů masa připravených na grilu. Mohou to být steaky nebo mleté maso vytvarované do placek nebo i jiných tvarů.

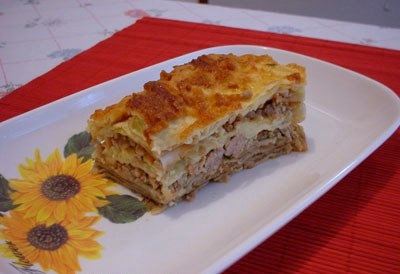
Musaka

Musaka – původem z Řecka. Skládá se z několika na sebe kladených vrstev, které jsou pak zapečeny v zapékací misce. Většinou jsou to tři vrstvy, první z plátků lilku, druhá z mletého jehněčího masa a třetí vrstva je bešamelová omáčka.  Často se přidávají brambory, rajčata a nejrůznější koření.
Japraki – závitky z listů vinné révy nebo listové kapusty (raštanu), které se plní směsí mletého masa, rýže a koření.
Grilované olihně (lignje na žaru) – podávají se u moře, bývají zalité olivovým olejem, někdy také plněné pršutem a sýrem.
Rizoto – pokrm z rýže s plody moře, často s rajčatovou omáčkou. Podává se teplé i studené. Specialitou je černé rizotose sépiovým inkoustem.
Ajvar – oranžová pasta připravovaná z červených paprik, lilků, česneku a chilli papriček. Černohorci připravují dva druhy -  ajvar blagi (jemný) a ljuti (ostrý). Má široké uplatnění,  dává se do salátů, servíruje se s pljeskavici a ražnići  nebo se maže na chleba.

### Uzeniny

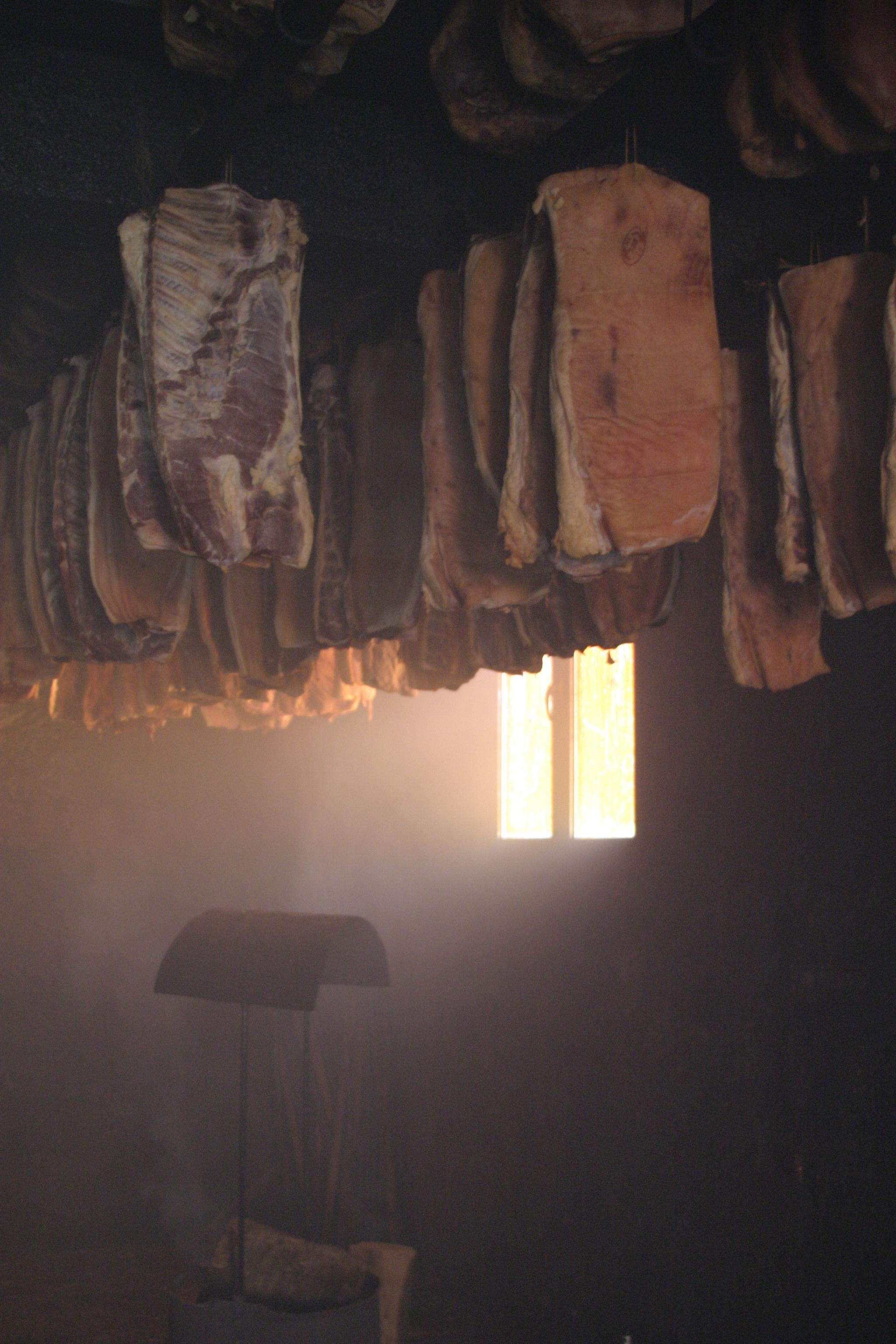
Šunka njegušski pršut

Pršut – tradiční sušená šunka. Název prosciutto pochází z latinského perexsuctum (důkladně vysušený). Připravuje se z vepřového masa, které se nasolí a nechá ležet s postupným stlačováním asi dva měsíce. Pak se z něj sůl omyje a zavěsí se na stinné a větrné místo. Suší se devět měsíců.
Kaštradina – sušené a uzené skopové maso.

### Sýry
Sir – mladi sir (blízký tvarohu) a preveli sir (starý vyzrálý sýr). Známý je njegušský a crmnický kozí sýr.
Skorup (kajmak) – sýr podobný máslu. Kravské mléko se několik hodin ohřívá a mléčný škraloup se odebírá, ochlazuje a nechává nakvasit. Kajmak má mírně kyselou chuť a  krémovou konzistenci s vysokým obsahem tuku, až 60 %.

### Pokrmy z mouky
Burek – populární pečivo z tenkého odlupujícího se filo těsta, které je plněné  mletým masem, špenátem, sýrem nebo bramborami.

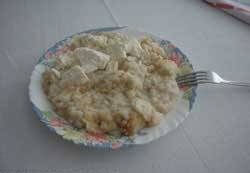
Popara - typický černohorský snídaňový pokrm

Kačamak – kukuřičná mouka uvařená v osolené vodě, do níž se ještě přidávají rozmačkané brambory. Podává se s kyselým mlékem nebo s kajmakem. Je podobná italské polentě.
Cicvara – kukuřičná mouka se ve vodě rozpustí se sýrem a kajmakem (durmitorským skorupem). Velmi tučné jídlo.
Popara – směs na kousky nakrájeného chleba vařeného v omaštěném mléce nebo ve vodě. Zpravidla se přidává ještě kajmak nebo sýr.

### Sladkosti
Baklava - sladkost z filo těsta s oříšky a medem.
Tulumba – sladkost z nekvašeného těsta vytvarovaného do dlouhého oválného tvaru s podélnými brázdami. Těsto je osmažené a poté ještě zatepla zalité sladkým sirupem. Jí se studené.
Priganice – osmažené kousky kynutého těsta (smaženky). Často se podávají s medem.

## Nápoje

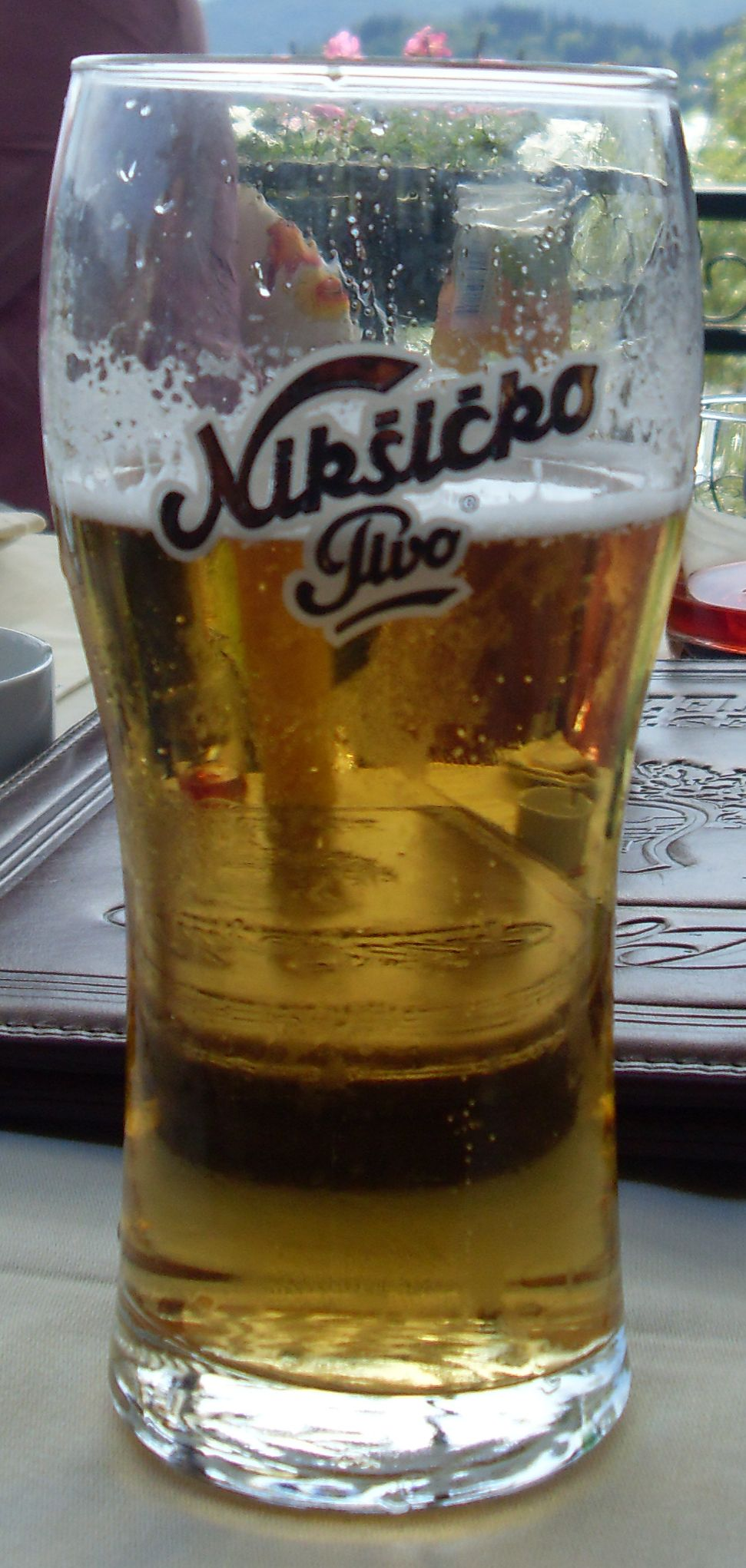
Černohorské pivo Nikšićko

Káva – v Černé Hoře se udržela tradiční turecká káva, která se podává v džezvě (malé kovové konvičce) spolu s malým kulatým šálkem (fildžan). Káva bývá silně slazená a v restauraci se k ní podává sklenice vody. O této kávě se říká, že je černá jako peklo, silná jako smrt a sladká jako láska. Stále běžnější jsou však především espressa, cappuccina apod.
Víno - nejznámější je rubínově červené víno vranac (údajně velmi zdravé na srdce) a suché bílé víno krstać. Černá Hora se může chlubit vynikajícími místními odrůdami vín a dlouhodobou vinařskou tradicí. Z červených vín převládají vranac, kartošija, merlot a cabernet. U bílých vín jsou to krstač, chardonnay a savignon. Ve skupině bílých vín je nejznámější krstač z oblasti Podgorice. Má přírodní odrůdové aroma a výborně se hodí k sladkovodním rybám. Výborně se zde daří i francouzským odrůdám, jako je chardonnay a sauvignon.
Pivo – nejznámější a nejkvalitnější je pivo Nikšičko
Lozova rakija – pálenka, která je připravována speciální technologií z hroznů. Známá je značka Prvijenac. Vyrábí se zde i pálenka ze švestek (šljivovica) a z hrušek (kruška). Při pití pálenky se podává meze, často to jsou malé kousky pršutu, sýra nebo fíky.
Pelinkovac – hořký likér vyrobený z pelyňku